# Jeffrey Weeks (sociologue)
Pour les articles homonymes, voir Weeks.
Ne pas confondre avec le mathématicien Jeffrey Weeks.
Jeffrey Weeks est un historien et sociologue constructiviste et militant britannique né en 1945 à Rhondda au pays de Galles.
Il est souvent comparé à Michel Foucault pour son influence internationale dans le domaine des études de la vie intime et de la sexualité humaine.
Il est l'un des membres fondateurs de la revue homosexuelle marxiste Gay Left et un membre actif du Gay Liberation Front.

## Parcours
Jeffrey Weeks est licencié d'histoire en 1967 puis étudiant de troisième cycle en histoire de la théorie politique au University College à Londres. En 1970, il devient chercheur à la London School of Economics et c'est en 1973 qu'il soutient son mémoire d'histoire de la théorie politique sur « le rôle du socialisme et du pluralisme politique dans la théorie sociale du début du XXe siècle ». En 1977, il publie son premier ouvrage avec Stella Rowbotham, Socialism and the new life, dédié aux « Compagnons de la nouvelle vie » et leurs deux figures de proue Havelock Ellis et Edward Carpenter. 

### Création deGay Left
Jeffrey Weeks fait partie des membres fondateurs de la revue homosexuelle marxiste Gay Left dont il assuma la fonction d'éditeur.

## Pensée
Les travaux de Weeks sont nés de l'émergence des mouvements féministes, gays et lesbiens aux États-Unis et en Europe à la fin des années 60. Sa pensée se développe à partir de son propre engagement dans le mouvement homosexuel. 
Weeks distingue trois grands domaines de réflexion dans ses travaux:
- la question de l'identité sexuelle ;
- la relation entre le sexuel et le social ;
- les limites et les définitions imposées par les discours scientifiques, politiques et moraux sur la sexualité.

La pensée de Jeffrey Weeks s'élabore en opposition à l’essentialisme et au déterminisme biologique: il défend une approche historique de la sphère érotique et un constructivisme social. Il critique les notions d'« essence », de « nature », d'« instinct » ou de « pulsion » sexuelle. Weeks rejette fermement l'idée d'une « essence homosexuelle » ou d'une homosexualité universelle figée à travers le temps et les cultures : il démontre, comme le fera Michel Foucault en France, que l'émergence de sujets « homosexuels » et « hétérosexuels » est un phénomène récent. Dans son approche constructiviste, la sexualité est « le produit de multiples traditions et pratiques sociales, autonomes ou interagissantes: religieuses, morales, familiales, médicales, juridiques ».
Jeffrey Weeks est souvent cité aux côtés de Michel Foucault, John Gagnon, Gayle Rubin, George Chauncey, Judith Butler, Eve Kosofsky Sedgwick ou David Halperin pour l'influence de ses travaux sur la queer theory.

## Publications

### Traductions françaises
- Jeffrey Weeks, Sexualité suivi de Introduction à l’œuvre de Jeffrey Weeks, PUL, 2014
- Jeffrey Weeks, Ecrire l'histoire des sexualités, PUL, 2019

### En langue anglaise
- Jeffrey Week, Between Worlds, a queer Boy from the Valley, Parthian, 2021
- Jeffrey Week, The Languages of Sexuality, Routledge, 2011
- Jeffrey Weeks,The world we have won: The Remaking of Erotic and intimate Life, Routledge, 2007
- Jeffrey Weeks, Same sex intimacies: Families of choice and other life experiments, Routledge, 2001
- Jeffrey Weeks, Making sexual history, Polity Press, 2000
- Jeffrey Weeks, Invented Moralities. Sexual values in an age of uncertainty, Polity press, 1995
- Jeffrey Weeks, Against nature: essays on history, sexuality and identity, Rivers Oram Press, 1991
- Jeffrey Weeks et Kevin Porter, Between the acts. Lives of homosexual men 1885-1967, Routledge, 1990-1998
- Jeffrey Weeks, Sexuality, Ellis Horwood/Tavistock, 1986-2003
- Jeffrey Weeks, Sexuality and its discontents : Meanings, myths and modern sexualities, Routledge, 1985
- Jeffrey Weeks, Sex, Politics and Society. the reglation of sexuality since 1800, Longman 1981-1989
- Jeffrey Weeks, Coming out: Homosexual politics in Britain from the ninteenth century to the present, Quartet books, 1977-1990
- Jeffrey Weeks et Stella Rowbotham, Socialism and the new life, Pluto, 1977